# Цшајц-Отевиг
Цшајц-Отевиг (њем. Zschaitz-Ottewig) општина је у њемачкој савезној држави Саксонија. Једно је од 61 општинског средишта округа Средња Саксонија. Према процјени из 2010. у општини је живјело 1.406 становника. Посједује регионалну шифру (AGS) 14522620.

## Географски и демографски подаци
Цшајц-Отевиг се налази у савезној држави Саксонија у округу Средња Саксонија. Општина се налази на надморској висини од 141 метра. Површина општине износи 18,2 km². У самом мјесту је, према процјени из 2010. године, живјело 1.406 становника. Просјечна густина становништва износи 77 становника/km².

## Међународна сарадња
| Мјесто | Држава    | Врста сарадње | Од    |
| ------ | --------- | ------------- | ----- |
| Живор  | Француска | партнерство   | 1995. |
|        | Чешка     | партнерство   | 1992. |
| Извор  |           |               |       |